# Бабіруса

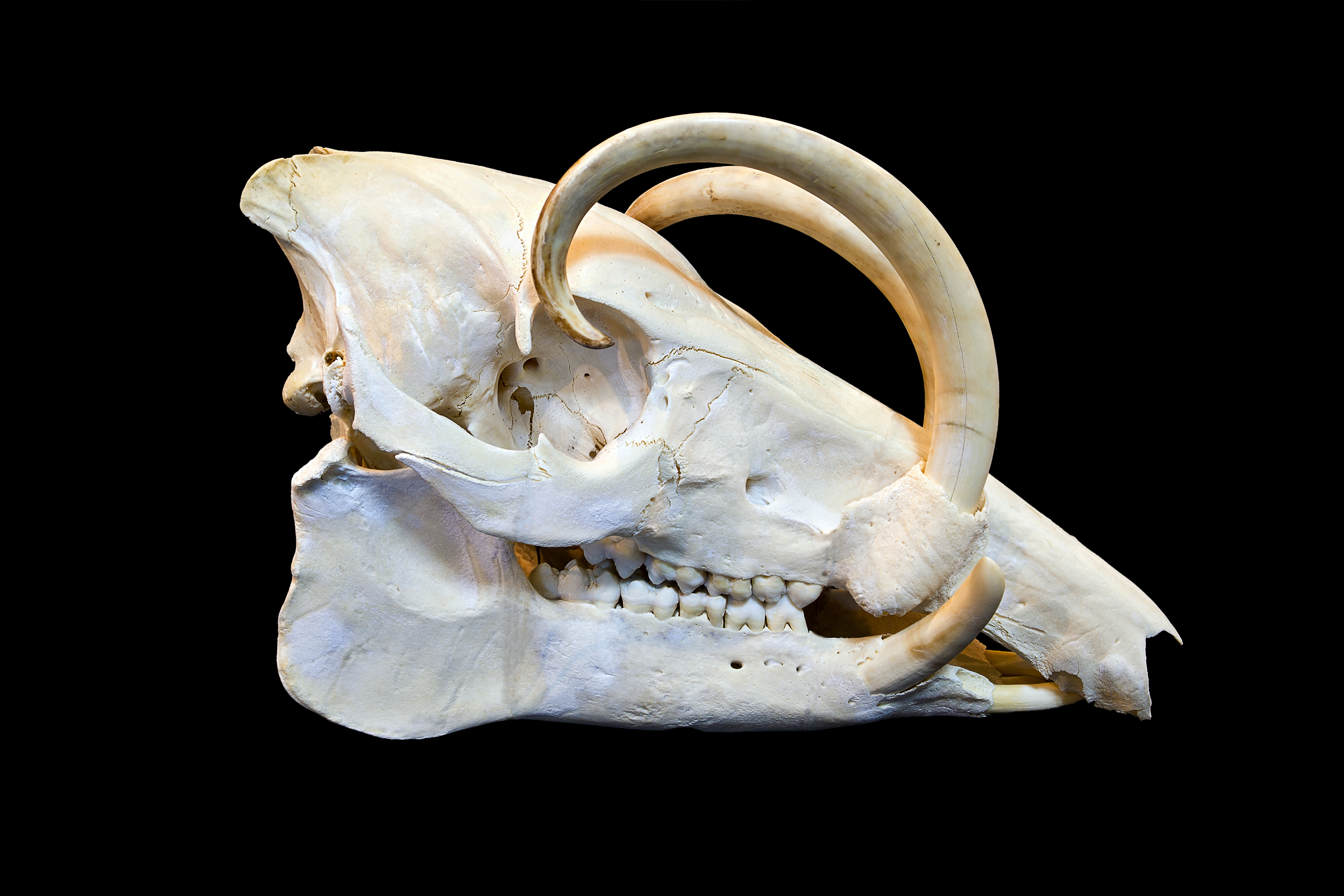
Череп

Бабіру́са (Babyrousa) — рід ссавців родини свиневих (Suidae). Нараховує 3–4 види, що поширені на островах Сулавесі (й прибережних островах Сулавесі) й Буру, а також на островах Сулу і Тогійських островах Індонезії. Бабіруси населяють тропічні дощові ліси на берегах річок та ставків, що рясніють водними рослинами. Назва походить з малайської мови, в якій babi означає свиня, а rusa — олень. Доісторичні зображення бабірусів знайдені в печерах на острові Сулавесі в Індонезії й датуються щонайменше 35 400 років.

## Морфологія
Довжина тіла приблизно 1 м, довжина хвоста приблизно 30 см, висота до 80 см, вага до 100 кг. Тіло виглядає округлим, а ноги відносно довгими й тонкими. Товста шкіра на голові і шиї утворює глибокі складки; вона рідко вкрита щетинистим волоссям. Верхні ікла у самців (можуть досягати понад 30 см) ростуть догори, проходять через верхньощелепні кістки, закручуються назад, іноді впинаючись кінцями в шкіру лоба. Через сутички між самцями, у природі вони часто трапляються зі зламаними іклами. У самиць ікла значно коротші.

## Стиль життя
Бабіруси живуть групами до кількох десятків тварин, більшість з яких складають самки та їхнє потомство. Самці часто живуть поодиноко. Ікла не дозволяють їм копатися в землі, як свиням, тому вони їдять листки й опалі плоди, а також коріння, тваринний матеріал. Можуть бути активними вночі й удень, особливо активно шукають їжу рано вранці. 
Після ≈ 5 місяців вагітності самиця народжує 1—2 поросят. Самиця може народжувати потомство двічі на рік. Новонароджені дитинчата не смугасті, вони можуть їсти тверду їжу вже через 10 днів після народження. Статева зрілість настає через п'ять — десять місяців.

## Загрози й охорона
Бабіруси захищені в Індонезії, і вбивати їх у більшості випадків незаконно. Однак браконьєрство залишається значною загрозою для бабіруші. Крім того, комерційні лісозаготівлі загрожують бабірусі втратою середовища проживання, а також зменшують покрив, роблячи бабірусу більш схильною до браконьєрів. Усі сучасні види під загрозою вимирання.

## Види
Рід містить 3 або 4 види:
- Babyrousa babyrussa
- ? Babyrousa bolabatuensis
- Babyrousa celebensis
- Babyrousa togeanensis